# Стефан (Прибылович)
Стефан Прибылович — иеромонах Русской православной церкви и духовный писатель.

## Биография
О первых годах жизни Стефана Прибыловича известно очень мало; на допросе, производившемся в Канцелярии Сената 24 мая 1717 года, он показал о себе следующее: «Родом поляк, родился в польском городе Ярославле, откуда лет с 25 тому назад (приблизительно в 1692 году) прибыл в Киев и, по обещанию своему, постригся в монахи Киево-Печерского монастыря, с именем Стефана, тому будет лет с семнадцать» (приблизительно в 1700 год).
На другой год после этого он переселился в Москву и около четырех лет состоял преподавателем философии в Московской духовной академии, где был также префектом. Посвященный митрополитом рязанским (Стефаном Яворским) в иеромонахи, говорил в разных церквах по воскресным и праздничным дням «казания», а в 1711 году возвратился в Киев и жил в Киево-Печерском монастыре, откуда был послан на игуменство в «приписной» Киево-Печерский Змеевский монастырь; однако в 1716 году монахами этого монастыря был обвинен в ереси, за что был отрешен от игуменства. Быть может, этим бы все дело и кончилось, но случилось так, что вскоре после этого происшествия его потребовали в Санкт-Петербург, вероятно, для перевода или исправления церковных книг; это обстоятельство вызвало против него официальное обвинение в ереси.
Киевский губернатор, князь Дмитрий Михайлович Голицын, в письме своем к князю А. Д. Меньшикову от 5 февраля 1717 года пишет следующее: 
«Изволил писать ко мне, ваша светлость, дабы прислать из Киева в Петербург казнодея Прибыловича. Доношу вашей светлости, такой монах в печерском монастыре есть, только человек не есть состояния доброго, но еретичествует против Восточныя церкви и такое учинил ныне дерзновение: от скольких лет принята была в церкви молитва Манассии, царя иудейска, положенная в часослове, вымарал и внушает, что не должно призывать на помощь Пресвятую Богоматерь и святых угодников Божиих, и за усопших творить поминовения, и предания церкви и соборы святых Божиих уничтоживает». 22 того же февраля письмо это было прочитано в Сенате, который постановил: «Того старца за крепким караулом, не припуская к нему никого, также и о его противностях, о которых в письме… от киевского губернатора объявлено, подлинное известие при доношении прислать в канцелярию Сената немедленно». Указ был послан 23 февраля, а 19 апреля повторен, но С. был отправлен вслед за первым указом при доношении, присланном в Сенат от князя Голицына, в котором передается содержание «ведений», доставленных последнему от архимандрита Киево-Печерския лавры Иоанникия и наместника Змеевского монастыря. 24 мая С. был «разспрашиван» в канцелярии Сената. На допросе он показал, что в молитве царя Манассии он «вычертил» несколько слов, противоречащих истине, отказался читать положенную в акафисте Пресвятей Богородице молитву «Нескверная, неблизная», полагая, что неуместное в ней слово «боголепно» должно быть заменено словом «благолепно», «иного к противности к церкви святой Восточной словом и делом и на письме ничего не изъявлял, кроме диспут и вопросов, как водится в учении философском и богословском», никакой ссоры с архимандритом Киево-Печерского монастыря Иоанникием, а также с наместником и братией сего монастыря у него не было, наместник же и монахи Змеевского монастыря многое написали на него по наговору и по злобе, потому что он, будучи игуменом, смирял их за пьянство и непослушание. В то же время С. представил Сенату написанные им собственноручно «Доводы, ради которых разумел я, яко праведнии патриархи не безгрешны были в живых».
На протяжении всего хода следствия он содержался в тюрьме при канцелярии Сената. 7 июня 1717 года состоялось окончательное решение Сената, в силу которого приказано было Стефана отправить на поселение в Александро-Свирский монастырь за караулом из двух драгун и «велеть его в том монастыре держать до указу за крепким присмотром, дабы он из того монастыря куды не ушел и тем драгунам в том монастыре быть при нем, Стефане, до указу, а пищу велеть ему давать против его братии». В этой ссылке он пробыл до 3 марта 1718 года, когда «по присланному от князя Меншикова приказу» был переведен в Троицкий Невский монастырь. 
О дальнейшей судьбе Стефана Прибыловича сведения отрывочны. В 1721 году он состоял «духовным управителем» при Финляндском корпусе, как то значится в перечневой ведомости о духовных управителях в новозавоеванных городах, представленной Синоду из канцелярий Невского монастыря. По определению Синода от 3 августа 1721 года, последовавшему вследствие именного указа, «обер-иеромонаха Стефана Прибыловича, состоявшего в команде князя Голицына при г. Або, в главной эскадре», велено было перевести «иеромонахом» на корабль «Ревель», а бывшего на том корабле иеромонаха Иосафа Маевского на его место обер-иеромонахом. В конце того же года, по возвращении Финляндского корпуса в Санкт-Петербург, местожительством Стефана назначен был по-прежнему Александро-Невский монастырь.
В 1723 году, вследствие устного повеления государя, Синод поручал Стефану вместе с синодальным советником архимандритом Гавриилом сочиненные о победе молитвы исправить таким образом, «дабы были сочинены смиренным прошением». Ему же Синод поручил заняться исправлением прологов.
В своём докладе Синоду от 1 августа 1723 года Стефан пишет: «Прислан мне указ… прологи нотовати, от которых един пренотованный послал есмь прежде. Другий же, начинающийся от марта месяца, прочетши таковым образцем нотовах и генералную нотацию сложих, в которой аки чрез перспективу прологи видети мощно есть. Таже собственныя нотации в прологу на маргинесах приложих. Еже всеблаговолите . . . осмотрети и кая суть от недоумения моего милостиви прикрити иже есмь Вашего Святейшества нижайший богомолец иеромонах Стефан Прибылович».
В 1726 года Стефана уже по было в живых, как это видно из доношения Синоду казначея Новгородского архиерейского дома Феодосия о взыскании с архимандрита Ионы Сальникеева забранных им из помянутого дома разных вещей, в числе которых была лисья шуба «умершего учителя иеромонаха Стефана Прибыловича».